# South Bank (Redcar and Cleveland)
South Bank ("południowy brzeg") – część aglomeracji Middlesbrough, w Anglii, w hrabstwie ceremonialnym North Yorkshire. Leży nad południowym brzegiem rzeki Tees, w dystrykcie (unitary authority) Redcar and Cleveland. Leży 70 km na północ od miasta York i 348 km na północ od Londynu. Miejscowość liczy 7800 mieszkańców.